# SPACE CADET
SPACE CADET（スペース カデット）は、日本のウェブ・ギャラリー、プラットフォーム。

## 概要
日本の若手写真家の発表、交流の場となり、支援することを目的に、2011年に発足。
ディレクターを鈴木正義、グラフィック・デザインを岸田紘之が務め、ポートフォリオやインタビューを掲載している他、グループ展や出版も行う。参加者は広く募集され、掲載には審査を設けている。作家、コマーシャルを中心に活動する者、在学中の写真家など、 活動の幅やキャリアは様々である。木村伊兵衛賞ノミネート作家を含め、国内外で評価されている写真家も多数参加している。
鈴木は音楽ライターの二木信と、日本のヒップホップ／ラップ・ミュージックの批評サイト、Words & Soundsの運営も行っている。

## 参加作家
中島 大輔、横田 大輔、伊丹 豪、 古賀 勇人、 牧口 英樹、森下 光 、滝沢 広、新居 大弥 、奥田 一平、呉 進一、小浪 次郎、佐藤 華連、吉田 和生、石川和人、平澤 賢治、 菅野 恒平、北川 浩司、石田 浩亮、鄭 弘敬、成田 舞、中山 正羅、赤鹿 麻耶、細倉 真弓、梶屋 実花、 喜多村 みか、蓮井 元彦、中野 美登樹、題府 基之、宇田川 直寛、残間 奈津子、パトリック・ツァイ、田中 れい、水木 塁、菊池 良助、加納 俊輔、前田 隆元、飯沼 珠実、八重樫 智輝、藤井 智也、北岡 稔章、長谷川 億名、矢島 陽介、水谷 吉法、鵜飼 悠、伊藤 佑一郎、清水 裕貴、渡邊 有紀、うつ ゆみこ

## 展覧会
- SPACE CADET Actual Exhibition #1 （TURNER GALLERY 2012.06.09 - 15、東京）
- SPACE CADET Actual Exhibition #2   (TURNER GALLERY 2013.05.25 - 6.2、東京)
- New Japanese Photography curated by SPACE CADET and STAY ALONE （DOOMED GALLERY 2015.01.22-25、ロンドン)

## 書籍
- DAILY - 宇田川 直寛
- New Japanese Photography Print Box